# Tephritomyia despoliata
Tephritomyia despoliata är en tvåvingeart som först beskrevs av Erich Martin Hering 1956.  Tephritomyia despoliata ingår i släktet Tephritomyia och familjen borrflugor.
Artens utbredningsområde är Iran. Inga underarter finns listade i Catalogue of Life.